# Бик-мечка линия (икономика)
В търговията и трейдърските тенденции, най-просто казано пазар тип бик е печеливш пазар, а пазар тип мечка – губещ пазар. Много често самите търговци биват също определяни като бикове и мечки, в съответствие на печеливши и губещи. Съответно бик-мечка линията е линия на средноаритметичен индекс, който показва бик-пазара и мечка-пазара във фондовия обмен.
Бик и мечка са едни от първите термини, които начинаещите инвеститори научават на капиталовия пазар .

## Пазар тип „бик“
Този тип пазар е асоцииран с нарастваща увереност в инвеститорите, нарастващо инвестиране в очакване на бъдещи ценови увеличения и капиталови печалби. Бикова тенденция на фондовия пазар обикновено започва преди общата икономика да покаже ясни знаци за възстановяване.